# Клое Шевальє
Клое Шевальє (2 листопада 1995 , Сен-Мартен-д'Ер ) — французька біатлоністка, чемпіонка Європи.

## Життєпис
Першого значного успіху француженка досягла 2012 року, коли вона разом зі своїми товаришками по команді здобула бронзову медаль на перших зимових юнацьких Олімпійських іграх у змішаній естафеті. Три роки по тому Шевальє стала чемпіонкою світу серед юніорів в естафеті. А ще, в Раубичах вона виборола бронзову медаль у спринті. Того ж року біатлоністка виборола першу медаль у дорослих змаганнях, посівши 3-тє місце на Чемпіонаті Європи в естонському Отепяе.
У сезоні 2015–2016 спортсменка дебютувала в розіграші Кубка світу. У спринті на етапі в Поклюці вона з двома промахами посіла 69-те місце.
24 січня 2018 року Шевальє виграла індивідуальні перегони на чемпіонаті Європи в італійській Валь-Ріданні.

## Особисте життя
Молодша сестра спортсменки, Анаїс Шевальє (нар. 1993), — членкиня збірної Франції з біатлону.

## Результати за кар'єру
Усі результати наведено за даними Міжнародного союзу біатлоністів.

### Чемпіонати світу
| Змагання     | Інд. перегони | Спринт | Перегони пер. | Мас-старт | Естафета | Змішана ес. | Од. змішана ес. |
| ------------ | ------------- | ------ | ------------- | --------- | -------- | ----------- | --------------- |
| Поклюка 2021 | —             | —      | —             | —         | 8        | —           | —               |

### Кубки світу
- Найвище місце в загальному заліку: 40-ве 2021 року.
- 4 п'єдестали:
  - 4 п'єдестали в естафеті: 2 другі місця, 2 треті місця.

Станом на 11 грудня 2021 року.

#### Підсумкові місця в Кубку світу за роками
| Сезон     | Інд. перегони | Інд. перегони | Спринт | Спринт | Перегони пер. | Перегони пер. | Мас-старт | Мас-старт | Заг. залік | Заг. залік |
| Сезон     | Бали          | Місце         | Бали   | Місце  | Бали          | Місце         | Бали      | Місце     | Бали       | Місце      |
| --------- | ------------- | ------------- | ------ | ------ | ------------- | ------------- | --------- | --------- | ---------- | ---------- |
| 2015–2016 |               |               | -      |        |               |               |           |           | -          |            |
|           |               |               |        |        |               |               |           |           |            |            |
| 2017–2018 | 21            | 34            | -      |        | 5             | 75            |           |           | 26         | 73         |
| 2018–2019 |               |               | 1      | 92     | -             |               |           |           | 1          | 101        |
| 2019–2020 | 15            | 48            | 41     | 50     | 20            | 54            |           |           | 76         | 53         |
| 2020–2021 | 2             | 65            | 118    | 27     | 52            | 43            | 8         | 48        | 180        | 40         |

### Чемпіонати Європи
| Змагання           | Інд. перегони | Суперспринт | Спринт | Перегони пер. | Мас-старт | Естафета | Змішана ес. | Од. змішана ес. |
| ------------------ | ------------- | ----------- | ------ | ------------- | --------- | -------- | ----------- | --------------- |
| Отепяе 2015        | 27            | Не пров.    | 6      | 11            | Не пров.  | 3        | Не пров.    | Не пров.        |
| Тюмень 2016        | Не пров.      | Не пров.    | 17     | 9             | 12        | Не пров. | 6           | —               |
| Душники-Здруй 2017 | 20            | Не пров.    | Диск.  | —             | Не пров.  | Не пров. | —           | —               |
| Риднаун 2018       | 1             | Не пров.    | 2      | 1             | Не пров.  | Не пров. | 4           | —               |
| Мінськ 2019        | 7             | Не пров.    | 23     | 31            | Не пров.  | Не пров. | 9           | —               |
| Мінськ 2020        | Не пров.      | 3           | 10     | 12            | Не пров.  | Не пров. | 7           | —               |